# دار اليافعي (النادرة)

تعديل مصدري - تعديل

دار اليافعي محلة تابعة لقرية الدوير، التابعة لعزلة شعب المريسي بمديرية النادرة إحدى مديريات محافظة إب في الجمهورية اليمنية، بلغ تعداد سكانها 106 حسب تعداد اليمن لعام 2004.